# 苧麻與漂流木
《苧麻與漂流木》是大愛電視一部描寫莫拉克風災後「高阿美」與「馬源泉」的真實人生電視劇，全劇共4集，於2010年8月13日－2010年8月16日在《大愛劇場》時段（台灣時間每天晚上6:00）播放。洪瑞霞、民雄、羅美玲等聯合演出。

## 播出時間
- 每日首播：18:00
- 當日重播：00:15
- 隔日重播：09:00 14:20

## 演員列表
| 演員   | 劇中角色              | 以 高阿美 為關係 |
| 羅美玲 | 高阿美 <布農族>       | 自己             |
| 民雄   | 馬源泉(小馬) <排灣族> | 老公             |
|        | 馬珍妮                | 女兒             |
| 幸雅各 | 馬強森                | 兒子             |
| 幸雅瑟 | 馬強尼                | 兒子             |
| 婆婆   |                       |                  |
|        | 張繁盛                |                  |
| 張儉   | 張儉                  |                  |
| 洪瑞襄 | 陳小姐                |                  |